# 芝城太郎
芝 城太郎（しば じょうたろう、1948年 - ）は、日本の漫画家兼俳優。愛媛県松山市出身。

## 概要
松山南高等学校を卒業後、1967年（昭和42年）に創作民話『ゆきわらし』でデビューを果たす。以後も友人の漫画家久松文雄の補佐をしつつ、日本・世界の歴史漫画を中心として描く。
1972年（昭和47年）には鎌倉時代の日蓮の周辺を舞台とした『四条金吾』と貧しい農村の赤子の間引きとそれを諭す住職をテーマとした『熱原の凱歌』（いずれも潮出版社）の単行本を発表。
引き続き、『巨人 戸田城聖』（講談社）を発表した。
また、1982年（昭和57年）から1983年（昭和58年）にかけて、代表作である『学習漫画日本の歴史』の2巻、4巻、7巻、9巻、12巻（笠原一男監修、全18巻、集英社）と1984年（昭和59年）の『学習漫画 日本の歴史の人物事典』（笠原一男・柳川創造監修）の聖徳太子などを発表した。
以降も、1988年（昭和63年）から1992年（平成4年）にかけて、『商人の道 シルクロードを翔けた男たち』（原作：野島好夫、オリエントファイナンス）・宗教漫画である『ブッダへの修行（仏教コミックス - ほとけの道を歩む）』・『おシャカさまの悟り』・『祇園精舎物語』・『鑑真　戒律を伝えた僧』・『聖徳太子』（原作：ひろさちや、いずれもすずき出版）などや『まんが大乗仏教　中国編』（監修：塚本啓祥、脚本：瓜生中、佼成出版社）を発表した。
さらに、1998年（平成10年）には、ビジネス漫画である『マンガ紹介セールスの極意を身につける本』（原作：丸山景右、中経出版）と『医者いらず自強法（トクマブックス - コミックシリーズ）』（原作：原崎勇次、徳間書店）なども発表した。
2007年に豊臣秀吉の伝記である『ろっぽん太閤伝』（原作：川柳敬太郎）を連載開始した。
近年は、役者業も行っており、『ザ・サンデー』番組内の『珍事件』の犯人役や『西村京太郎トラベルミステリー』の『夜行列車の女 東京 - 高松 サンライズエクスプレス』などにも出演している。